# Artur Patek
Artur Patek (ur. 20 lutego 1965 w Ostrowcu Świętokrzyskim) – polski historyk, profesor nauk humanistycznych, pracownik Instytutu Historii Uniwersytetu Jagiellońskiego.

## Życiorys
Absolwent II Liceum Ogólnokształcącego im. Joachima Chreptowicza w Ostrowcu Świętokrzyskim. Studia historyczne na Uniwersytecie Jagiellońskim ukończył w 1989. W 1992 obronił pracę doktorską pt. Polacy w Rosji i ZSRR w latach 1914-1948 (promotor Michał Pułaski). 6 grudnia 2002 Rada Wydziału Historycznego UJ przyznała mu stopień doktora habilitowanego na podstawie rozprawy: Wielka Brytania wobec Izraela w okresie pierwszej wojny arabsko-izraelskiej, maj 1948 – styczeń 1949. 9 września 2013 otrzymał tytuł profesora nauk humanistycznych. Od 18 marca 2016 kieruje Zakładem Historii Powszechnej Najnowszej UJ.
Członek Polskiego Towarzystwa Studiów Żydowskich (od 2007), Komisji PAU do Badań Diaspory Polskiej (od 2008), Komisji Historycznej PAN Oddz. w Krakowie (2012-2015 przewodniczący), Komisji Środkowoeuropejskiej PAU (od 2012). W latach 2008–2014 redaktor naczelny czasopisma „Prace Historyczne” (Zeszyty Naukowe UJ). Był stypendystą m.in. Fundacji na Rzecz Nauki Polskiej (1993) oraz Fundacji z Brzezia Lanckorońskich (2001, 2006).

## Zainteresowania badawcze
Najnowsze dzieje Bliskiego Wschodu; alija bet – nielegalna imigracja żydowska do Palestyny w okresie mandatowym; Polacy w Ziemi Świętej w XX wieku; Polacy w Rosji i ZSRR; Żydowski Obwód Autonomiczny w ZSRR. Zajmuje się także badaniem dorobku polskich filmowców na emigracji. Autor licznych artykułów z tej dziedziny publikowanych m.in. w "Kwartalniku Filmowym"

## Wybrane publikacje

### Monografie
- Birobidżan. Sowiecka ziemia obiecana? Żydowski Obwód Autonomiczny w ZSRR, Kraków 1997.
- Wielka Brytania wobec Izraela w okresie pierwszej wojny arabsko-żydowskiej, maj 1948 - styczeń 1949, Kraków 2002.
- Władysław Sheybal. Kadry z życia artysty, Kraków 2004.
- Żydzi w drodze do Palestyny 1934-1944.  Szkice z dziejów aliji bet nielegalnej imigracji żydowskiej, Kraków 2009.
- Polski cmentarz w Jerozolimie. Polacy pochowani na cmentarzu katolickim na górze Syjon, Kraków 2009.
- Jews on Route to Palestine 1934-1944. Sketches from the History of  Aliyah Bet – Clandestine Jewish Immigration, Kraków 2012[7].
- Polski cmentarz w Jafie. Z dziejów Polonii w Izraelu, Kraków 2016.

### Pozostałe (wybór)
- Najnowsza historia świata 1945-1995.  T. I-III. Red. A. Patek, J. Rydel i J.J. Węc,  wyd. 1: Kraków 1997, wyd. 9: Kraków 2009  (współredaktor i współautor).
- Najnowsza historia świata 1995-2007. Red. A. Patek, J. Rydel i J.J. Węc, Kraków 2008 (współredaktor i  współautor)
- Spiš v rokoch 1849-1918 v predvečer  prvej svetovej vojny, [w:] Historia Scepusii, Vol. II: Dejiny Spiša od roku 1526 do roku 1918. Ed. M. Homza a S.A. Sroka, Bratislava-Kraków 2016, s. 471-548.